# Cucurbitaria rabenhorstii
Cucurbitaria rabenhorstii är en svampart som beskrevs av Auersw. 1865. Cucurbitaria rabenhorstii ingår i släktet Cucurbitaria och familjen Cucurbitariaceae.   Inga underarter finns listade i Catalogue of Life.